# Jerrika Hinton

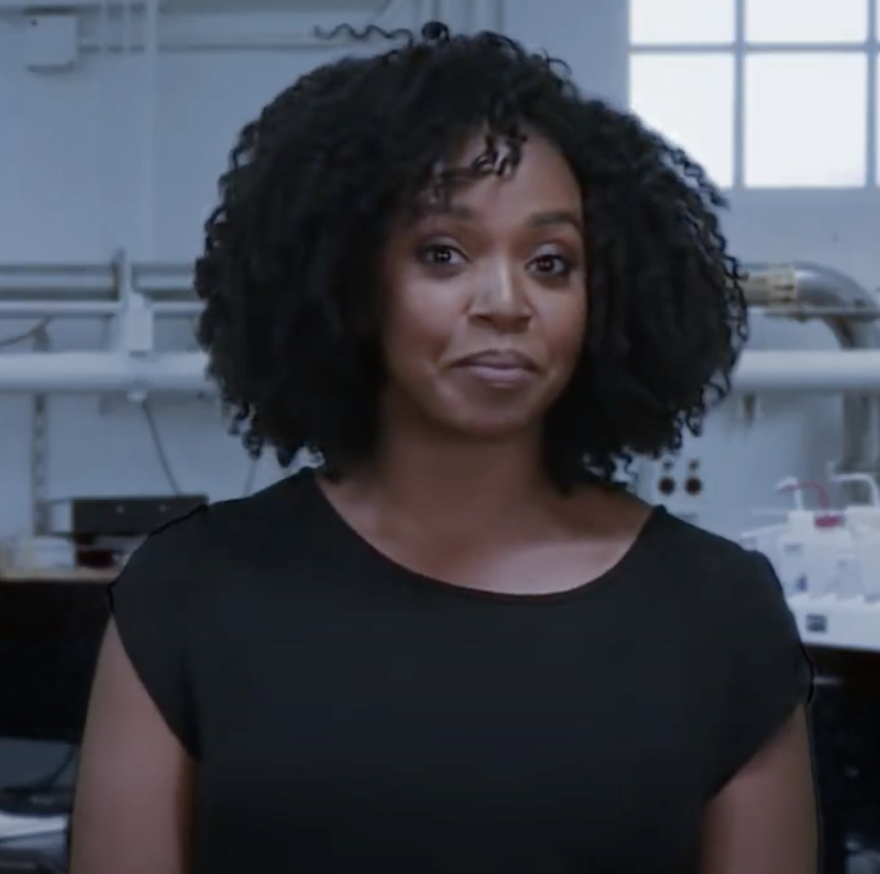
Jerrika Hinton, 2018

Jerrika Delayne Hinton (* 28. September 1981 in Dallas, Texas) ist eine US-amerikanische Schauspielerin. Größere Bekanntheit erlangte sie durch ihre Rolle in Grey’s Anatomy als Dr. Stephanie Edwards.

## Leben und Karriere
Jerrika Hinton schloss im Frühjahr 2002 ihr Studium an der Southern Methodist University mit Auszeichnung ab. Sie hat Theater, Regie und Dramatik studiert.
Ihren ersten Auftritt hatte Hinton 2006 in dem Film Rain. Seitdem war sie in Gastrollen in diversen Fernsehserien zu sehen, so zum Beispiel in Gilmore Girls, Alle hassen Chris, Zoey 101, Ghost Whisperer – Stimmen aus dem Jenseits, Gossip Girl, Bones – Die Knochenjägerin und Scandal. Filme, in denen Hinton außerdem mitgewirkt hat, sind The Roommate und Broken Angels.
Nachdem Hinton ab September 2012 eine Nebenrolle als Dr. Stephanie Edwards in der Fernsehserie Grey’s Anatomy innehatte, wurde ihre Rolle für die zehnte Staffel zu einem Hauptcharakter ausgebaut. Sie verließ die Serie 2017 mit Ende der 13. Staffel.

## Filmografie (Auswahl)
- 2006: Rain
- 2006: Gilmore Girls (Fernsehserie, Folge 6x20)
- 2006: Alle hassen Chris (Everybody Hates Chris, Fernsehserie, Folge 2x01)
- 2007: Zoey 101 (Fernsehserie, Folge 3x19)
- 2008: Broken Angel
- 2008: Ghost Whisperer – Stimmen aus dem Jenseits (Ghost Whisperer, Fernsehserie, Folge 4x10)
- 2009: Gossip Girl (Fernsehserie, Folge 2x24)
- 2010: Lie to Me (Fernsehserie, Folge 2x17)
- 2010: Terriers (Fernsehserie, Folge 1x07)
- 2011: Mad Love (Fernsehserie, Folge 1x01)
- 2011: The Roommate
- 2011: Bones – Die Knochenjägerin (Bones, Fernsehserie, Folge 6x18)
- 2011: Weihnachtszauber
- 2012: Scandal (Fernsehserie, Folge 1x03)
- 2012–2017: Grey’s Anatomy (Fernsehserie, 117 Folgen)
- 2014: Castle (Fernsehserie, Folge 6x13)
- 2017: Odious
- 2018: Doxxed (Fernsehfilm)
- 2018: A Majestic Christmas (Fernsehfilm)
- 2018: Here and Now (Fernsehserie, 10 Folgen)
- 2019: Doxxed (Fernsehserie, 5 Folgen)
- 2019–2021: Servant (Fernsehserie, 5 Folgen)
- 2020–2023: Hunters (Fernsehserie, 18 Folgen)
- 2024: Ein ganzer Kerl (A Man in Full, Miniserie, 5 Folgen)
- 2024: The Piano Lesson